# St. James's Park Station
St. James's Park Station er en London Underground-station nær St. James's Park i City of Westminster. Den betjenes af District og Circle lines og ligger mellem Victoria og Westminster Stationer. Den er i takstzone 1.
Stationsbygningen er inkorporeret i bygningen 55 Broadway, der er London Underground Ltd's hovedkvarter, og har indgange fra Broadway, Petty France og Palmer Street. Stationen ligger tæt på New Scotland Yard og flere regeringskontorer. Stationen er ikke tilgængelig for kørestolsbrugere.

## Historie
Stationen blev åbnet den 24. december 1868 af Metropolitan District Railway (nu District line), da jernbanens første etape åbnede mellem South Kensington og Westminster Stationer. MDR havde forbindelse til Metropolitan Railway (MR, senere Metropolitan line) ved South Kensington og, selvom de to selskaber var rivaler, kørte hvert selskab deres tog på det andet selskabs spor i en fælles service, kaldet "Inner Circle".
Den 1. februar 1872 åbnede MDR en nordgående afgrening fra sin station ved Earl's Court for forbindelse til West London Extension Joint Railway (WLEJR, nu West London Line), hvilket der var forbindelse til ved Addison Road (nu Kensington (Olympia)). Fra denne dag begyndte "Outer Circle"-tog at køre på MDR's spor. Betjeningen blev kørt af North London Railway (NLR) fra sin endestation på Broad Street (nu nedrevet) i City of London via North London Line til Willesden Junction, herfra West London Line til Addison Road og MDR til Mansion House – MDR's nye østlige endestation.
Fra 1. august 1872 begyndte "Middle Circle"-tog også kørsler gennem Westminster fra Moorgate langs MR's spor på den nordlige side af Inner Circle til Paddington, herfra på Hammersmith & City Railway (H&CR)-spor til Latimer Road, videre, via en nu fjernet forbindelse, til West London Line til Addison Road og MDR til Mansion House. Betjeningen blev kørt i fællesskab mellem H&CR og MDR.
Den 30. juni 1900, blev Middle Circle-togene indstillet mellem Earl's Court og Mansion House. Den 31. december 1908 indstillede Outer Circle-togene ligeledes kørsel på MDR's spor.
Stationen er blevet genopbygget to gange. I 1900'erne blev den oprindelige MDR-station was rekonstrueret i forbindelse med bygningen af Electric Railway House – et hovedkvarter for ejerne af MDR, London Electric Railway. Stationen blev ombygget igen mellem 1927 og 1929 som en del af opførelsen af 55 Broadway, selskabets nye hovedkvarter, der er designet af Charles Holden og indeholder statuer og skårede stenpaneler, inklusive nogle af Sir Jacob Epstein, Eric Gill og Henry Moore.
Perronerne har et grønt, blåt, sort og hvidt flisemønster, der første gang blev benyttet ved genopbygningen og forlængelsen af City & South London Railway (nu Northern line) til Morden, der åbnede mellem 1924 og 1926. Dette var ligeledes designet af Holden.
I 1949 kørte Metropolitan line Inner Circle-ruten, og den fik sin egen identitet på netværkskort som Circle line.
Den separate Palmer Street-indgang og -billethal blev genopbygget som en del af yderligere renovering i 1960'erne.
Sammen med 55 Broadway er stationen topfredet.

## Navn
Gennem årene er stationens navn blevet stavet forskelligt, hvilket illustrerer ændringen i grammatikreglerne. Netværkskortene viste frem til begyndelsen af 1930'erne navnet som "St. James' Park". Fra Harry Becks første kort i 1933 og indtil begyndelsen af 1950'erne var navnet vist som "St. James Park". Siden 1950'erne er den nuværende form blevet benyttet.
Rondellerne på perronerne blev oprindeligt opsat i slutningen af 1920'erne, da den første udgave af navnet var i brug, og disse bekræfter ændringerne i stavemåden. En af rondellerne på den østgående perron har stadig teksten "St. James' Park", mens resten har fået nye navneplader med den nuværende stavemåde, "St. James's Park".

## Galleri
- Perroner set mod vest
- Perroner set mod øst
- Rondel på perron
- Vestlige indgang på Palmer Street
- Bygningen 55 Broadway som rummer hovedkvarteret for London Underground Ltd inklusive St James's Park Underground station

## Transportforbindelser
London buslinjer 11, 24, 148, 211, 507 og natlinjerne N2, N11, N44, N52 og N44.